# Steep Hill
Steep Hill er en stejl gade i den gamle del af Lincoln, Lincolnshire, England. På toppen af gaden ligger indgangen til Lincoln Cathedral og nede i den anden ende ligger Well Lane. Gaden har en række specialbutikker, caféer, tesaloner og pubber.
Steep Hill har sit navn, fordi den er meget stejl, med en gennemsnitlig hældning på 14%. Den stejleste del ligger midt på og har en hældning på 20%, hvilket gør at den stort set kun er farbar til fods.
I gaden ligger flere normanniske huse, Jew's House og Norman House. Ved siden af førstnævnte findes Jews' Court, der siges at være fra samme periode, men som ikke har samme arkitektoniske udtryk. Der er også en række bindingsværks i den øverste del af gaden.
I 2011 blev Steep Hill udnævnt som "Britain's Best Place" af Academy of Urbanism.